# Bộ trưởng Ngân khố Hoa Kỳ
Bộ trưởng Ngân khố Hoa Kỳ (tiếng Anh là United States Secretary of the Treasury, song ở Việt Nam quen gọi là Bộ trưởng Tài chính Hoa Kỳ hoặc Bộ trưởng Tài chính Mỹ) là người đứng đầu cơ quan cấp nội các đặc trách các vấn đề về tài chính và tiền tệ. Cho đến năm 2003 chức vụ này cũng đặc trách về một số vấn đề có liên quan đến an ninh quốc gia và quốc phòng. Chức vụ này trong Chính phủ liên bang Hoa Kỳ tương đương với chức vụ bộ trưởng tài chính tại nhiều quốc gia trên thế giới. Phần lớn các cơ quan đặc trách thi hành luật pháp như Sở quan thế Hoa Kỳ, Cục đặc trách Rượu, Thuốc lá và Vũ khí (ATF), và Sở mật vụ Hoa Kỳ được tái bố trí vào các bộ khác vào năm 2003 để phù hợp hơn khi thành lập Bộ Nội an Hoa Kỳ. Bộ trưởng Ngân khố Hoa Kỳ là thành viên trong nội các của Tổng thống Hoa Kỳ và kể từ thời chính phủ Clinton là một thành viên trong Hội đồng An ninh Quốc gia Hoa Kỳ. Theo luật và truyền thống, Bộ trưởng Ngân khố là người đứng thứ năm kế vị tổng thống trong trường hợp xảy ra thảm họa tại Hoa Kỳ.
Trích từ trang Web của Bộ Ngân khố Hoa Kỳ Lưu trữ ngày 19 tháng 11 năm 2010 tại Wayback Machine:
"Bộ trưởng Ngân khố là cố vấn kinh tế chính của tổng thống và đóng một vai trò rất quan trọng trong việc định ra chính sách kính tế và tài chính của chính phủ phù hợp với các vấn đề mà chính phủ đối diện. Bộ trưởng có trách nhiệm hoạch định và giới thiệu các chính sách về tài chính nội địa và quốc tế, chính sách về kinh tế và chính sách về thuế, tham gia vào việc hoạch định các chính sách về năm tài chính mở rộng mà có ảnh hưởng tổng thể cho nền kinh tế, và quản lý công nợ. Bộ trưởng trông coi các hoạt động của bộ gồm có việc thực hiện các trách nhiệm chính về thi hành luật pháp; phục vụ trong vai trò cơ quan đặc trách về tài chính cho Chính phủ Hoa Kỳ; và đúc tiền kim loại và in tiền giấy.
"Với tư cách là viên chức tài chính trưởng của chính phủ, bộ trưởng ngân khố phục vụ trong vai trò Chủ tịch Tạm quyền của Hội đồng đặc trách Chính sách Kinh tế của Tổng thống, Chủ tịch Ủy ban Quản trị quỹ An sinh Xã hội Hoa Kỳ và Medicare, và với vai trò Thống đốc Hoa Kỳ của Quỹ Tiền tệ Quốc tế, Ngân hàng Tái thiết và Phát triển Quốc tế, Ngân hàng Phát triển Liên-Mỹ, Ngân hàng Phát triển Á châu, và Ngân hàng Tái thiết và Phát triển Âu châu."
Bộ trưởng Ngân khố cùng với Thống đốc Ngân khố Hoa Kỳ phải ký tên vào các tờ giấy bạc của Ngân hàng Dự trữ Liên bang Hoa Kỳ trước khi chúng có thể trở thành giấy bạc hợp pháp. Bộ trưởng cũng điều hành Quỹ Bình ổn Kinh tế Khẩn cấp Hoa Kỳ.
Bộ trưởng Ngân khố Hoa Kỳ hiện tại là Scott Bessent. Lương của bộ trưởng là $191.300 một năm.

## Danh sách các Bộ trưởng Ngân khố Hoa Kỳ
Robert Morris là người đầu tiên được Tổng thống George Washington bổ nhiệm làm bộ trưởng ngân khố nhưng Morris từ chối nhận chức vụ này; vì thế bộ trưởng ngân khố đầu tiên là Alexander Hamilton, được bổ nhiệm theo đề nghị của Morris. Morris đã giữ chức vụ tương tự trong vai trò là Giám thị Tài chính dưới thời Quốc hội Lục địa. Từ 1784 đến 1789, tài chính của hợp bang được một ban ngân khố gồm có 3 thành viên trông coi.
Đảng
      Liên bang (4)
      Dân chủ-Cộng hòa (4)
      Dân chủ (30)
      Whig (5)
      Cộng hòa (35)
      Độc lập  (1)
Tình trạng
| Thứ tự | Chân dung                      | Tên                      | Quê nhà          | Tựu nhiệm            | Hết nhiệm            | Tổng thống                | Tổng thống                        |
| ------ | ------------------------------ | ------------------------ | ---------------- | -------------------- | -------------------- | ------------------------- | --------------------------------- |
| 1      |                                | Alexander Hamilton       | New York         | 11 tháng 9 năm 1789  | 31 tháng 1 năm 1795  |                           | George Washington (1789–1797)     |
| 2      |                                | Oliver Wolcott Jr.       | Connecticut      | 3 tháng 2 năm 1795   | 31 tháng 12 năm 1800 |                           | George Washington (1789–1797)     |
| 2      | John Adams (1797–1801)         | Oliver Wolcott Jr.       | Connecticut      | 3 tháng 2 năm 1795   | 31 tháng 12 năm 1800 |                           |                                   |
| 3      |                                | Samuel Dexter            | Massachusetts    | 1 tháng 1 năm 1801   | 13 tháng 5 năm 1801  |                           |                                   |
| 3      | Thomas Jefferson (1801–1809)   | Samuel Dexter            | Massachusetts    | 1 tháng 1 năm 1801   | 13 tháng 5 năm 1801  |                           |                                   |
| 4      |                                | Albert Gallatin          | Pennsylvania     | 14 tháng 5 năm 1801  | 8 tháng 2 năm 1814   | James Madison (1809–1817) |                                   |
| 4      |                                | Albert Gallatin          | Pennsylvania     | 14 tháng 5 năm 1801  | 8 tháng 2 năm 1814   | James Madison (1809–1817) |                                   |
| 5      |                                | George W. Campbell       | Tennessee        | 9 tháng 2 năm 1814   | 5 tháng 10 năm 1814  | James Madison (1809–1817) |                                   |
| 6      |                                | Alexander Dallas         | Pennsylvania     | 6 tháng 10 năm 1814  | 21 tháng 10 năm 1816 | James Madison (1809–1817) |                                   |
| –      |                                | William Jones Quyền      | Pennsylvania     | 21 tháng 10 năm 1816 | 22 tháng 10 năm 1816 | James Madison (1809–1817) |                                   |
| 7      |                                | William H. Crawford      | Georgia          | 22 tháng 10 năm 1816 | 6 tháng 3 năm 1825   | James Madison (1809–1817) |                                   |
| 7      | James Monroe (1817–1825)       | William H. Crawford      | Georgia          | 22 tháng 10 năm 1816 | 6 tháng 3 năm 1825   |                           |                                   |
| 8      |                                | Richard Rush             | Pennsylvania     | 7 tháng 3 năm 1825   | 5 tháng 3 năm 1829   |                           | John Quincy Adams (1825–1829)     |
| 9      |                                | Samuel D. Ingham         | Pennsylvania     | 6 tháng 3 năm 1829   | 20 tháng 6 năm 1831  |                           | Andrew Jackson (1829–1837)        |
| 10     |                                | Louis McLane             | Delaware         | 8 tháng 8 năm 1831   | 28 tháng 5 năm 1833  |                           | Andrew Jackson (1829–1837)        |
| 11     |                                | William J. Duane         | Pennsylvania     | 29 tháng 5 năm 1833  | 22 tháng 9 năm 1833  |                           | Andrew Jackson (1829–1837)        |
| 12     |                                | Roger B. Taney           | Maryland         | 23 tháng 9 năm 1833  | 25 tháng 6 năm 1834  |                           | Andrew Jackson (1829–1837)        |
| 13     |                                | Levi Woodbury            | New Hampshire    | 1 tháng 7 năm 1834   | 3 tháng 3 năm 1841   |                           | Andrew Jackson (1829–1837)        |
| 13     | Martin Van Buren (1837–1841)   | Levi Woodbury            | New Hampshire    | 1 tháng 7 năm 1834   | 3 tháng 3 năm 1841   |                           |                                   |
| 14     |                                | Thomas Ewing             | Ohio             | 4 tháng 3 năm 1841   | 11 tháng 9 năm 1841  |                           | William Henry Harrison (1841)     |
| 14     | John Tyler (1841–1845)         | Thomas Ewing             | Ohio             | 4 tháng 3 năm 1841   | 11 tháng 9 năm 1841  |                           |                                   |
| 15     |                                | Walter Forward           | Pennsylvania     | 13 tháng 9 năm 1841  | 1 tháng 3 năm 1843   |                           |                                   |
| 16     |                                | John Canfield Spencer    | New York         | 8 tháng 3 năm 1843   | 2 tháng 5 năm 1844   |                           |                                   |
| 17     |                                | George M. Bibb           | Kentucky         | 4 tháng 7 năm 1844   | 7 tháng 3 năm 1845   |                           |                                   |
| 18     |                                | Robert J. Walker         | Mississippi      | 8 tháng 3 năm 1845   | 5 tháng 3 năm 1849   |                           | James K. Polk (1845–1849)         |
| 19     |                                | William M. Meredith      | Pennsylvania     | 8 tháng 3 năm 1849   | 22 tháng 7 năm 1850  |                           | Zachary Taylor (1849–1850)        |
| 20     |                                | Thomas Corwin            | Ohio             | 23 tháng 7 năm 1850  | 6 tháng 3 năm 1853   |                           | Millard Fillmore (1850–1853)      |
| 21     |                                | James Guthrie            | Kentucky         | 7 tháng 3 năm 1853   | 6 tháng 3 năm 1857   |                           | Franklin Pierce (1853–1857)       |
| 22     |                                | Howell Cobb              | Georgia          | 7 tháng 3 năm 1857   | 8 tháng 12 năm 1860  |                           | James Buchanan (1857–1861)        |
| 23     |                                | Philip Francis Thomas    | Maryland         | 12 tháng 12 năm 1860 | 14 tháng 1 năm 1861  |                           | James Buchanan (1857–1861)        |
| 24     |                                | John Adams Dix           | New York         | 15 tháng 1 năm 1861  | 6 tháng 3 năm 1861   |                           | James Buchanan (1857–1861)        |
| 25     |                                | Salmon P. Chase          | Ohio             | 7 tháng 3 năm 1861   | 30 tháng 6 năm 1864  |                           | Abraham Lincoln (1861–1865)       |
| 26     |                                | William P. Fessenden     | Maine            | 5 tháng 7 năm 1864   | 3 tháng 3 năm 1865   |                           | Abraham Lincoln (1861–1865)       |
| 27     |                                | Hugh McCulloch           | Indiana          | 9 tháng 3 năm 1865   | 3 tháng 3 năm 1869   |                           | Abraham Lincoln (1861–1865)       |
| 27     | Andrew Johnson (1865–1869)     | Hugh McCulloch           | Indiana          | 9 tháng 3 năm 1865   | 3 tháng 3 năm 1869   |                           |                                   |
| 28     |                                | George S. Boutwell       | Massachusetts    | 12 tháng 3 năm 1869  | 16 tháng 3 năm 1873  |                           | Ulysses S. Grant (1869–1877)      |
| 29     |                                | William Adams Richardson | Massachusetts    | 17 tháng 3 năm 1873  | 3 tháng 6 năm 1874   |                           | Ulysses S. Grant (1869–1877)      |
| 30     |                                | Benjamin Bristow         | Kentucky         | 4 tháng 6 năm 1874   | 20 tháng 6 năm 1876  |                           | Ulysses S. Grant (1869–1877)      |
| 31     |                                | Lot M. Morrill           | Maine            | 7 tháng 7 năm 1876   | 9 tháng 3 năm 1877   |                           | Ulysses S. Grant (1869–1877)      |
| 32     |                                | John Sherman             | Ohio             | 10 tháng 3 năm 1877  | 3 tháng 3 năm 1881   |                           | Rutherford B. Hayes (1877–1881)   |
| 33     |                                | William Windom           | Minnesota        | 8 tháng 3 năm 1881   | 13 tháng 11 năm 1881 |                           | James A. Garfield (1881)          |
| 33     | Chester A. Arthur (1881–1885)  | William Windom           | Minnesota        | 8 tháng 3 năm 1881   | 13 tháng 11 năm 1881 |                           |                                   |
| 34     |                                | Charles J. Folger        | New York         | 14 tháng 11 năm 1881 | 4 tháng 9 năm 1884   |                           |                                   |
| 35     |                                | Walter Q. Gresham        | Indiana          | 5 tháng 9 năm 1884   | 30 tháng 10 năm 1884 |                           |                                   |
| 36     |                                | Hugh McCulloch           | Indiana          | 31 tháng 10 năm 1884 | 7 tháng 3 năm 1885   |                           |                                   |
| 37     |                                | Daniel Manning           | New York         | 8 tháng 3 năm 1885   | 31 tháng 3 năm 1887  |                           | Grover Cleveland (1885–1889)      |
| 38     |                                | Charles S. Fairchild     | New York         | 1 tháng 4 năm 1887   | 6 tháng 3 năm 1889   |                           | Grover Cleveland (1885–1889)      |
| 39     |                                | William Windom           | Minnesota        | 7 tháng 3 năm 1889   | 29 tháng 1 năm 1891  |                           | Benjamin Harrison (1889–1893)     |
| 40     |                                | Charles Foster           | Ohio             | 25 tháng 2 năm 1891  | 6 tháng 3 năm 1893   |                           | Benjamin Harrison (1889–1893)     |
| 41     |                                | John G. Carlisle         | Kentucky         | 7 tháng 3 năm 1893   | 5 tháng 3 năm 1897   |                           | Grover Cleveland (1893–1897)      |
| 42     |                                | Lyman J. Gage            | Illinois         | 6 tháng 3 năm 1897   | 31 tháng 1 năm 1902  |                           | William McKinley (1897–1901)      |
| 42     | Theodore Roosevelt (1901–1909) | Lyman J. Gage            | Illinois         | 6 tháng 3 năm 1897   | 31 tháng 1 năm 1902  |                           |                                   |
| 43     |                                | L. M. Shaw               | Iowa             | 1 tháng 2 năm 1902   | 3 tháng 3 năm 1907   |                           |                                   |
| 44     |                                | George B. Cortelyou      | New York         | 4 tháng 3 năm 1907   | 7 tháng 3 năm 1909   |                           |                                   |
| 45     |                                | Franklin MacVeagh        | Illinois         | 8 tháng 3 năm 1909   | 5 tháng 3 năm 1913   |                           | William Howard Taft (1909–1913)   |
| 46     |                                | William Gibbs McAdoo     | New York         | 6 tháng 3 năm 1913   | 15 tháng 12 năm 1918 |                           | Woodrow Wilson (1913–1921)        |
| 47     |                                | Carter Glass             | Virginia         | 16 tháng 12 năm 1918 | 1 tháng 2 năm 1920   |                           | Woodrow Wilson (1913–1921)        |
| 48     |                                | David F. Houston         | Missouri         | 2 tháng 2 năm 1920   | 3 tháng 3 năm 1921   |                           | Woodrow Wilson (1913–1921)        |
| 49     |                                | Andrew Mellon            | Pennsylvania     | 4 tháng 3 năm 1921   | 12 tháng 2 năm 1932  |                           | Warren G. Harding (1921–1923)     |
| 49     | Calvin Coolidge (1923–1929)    | Andrew Mellon            | Pennsylvania     | 4 tháng 3 năm 1921   | 12 tháng 2 năm 1932  |                           |                                   |
| 49     | Herbert Hoover (1929–1933)     | Andrew Mellon            | Pennsylvania     | 4 tháng 3 năm 1921   | 12 tháng 2 năm 1932  |                           |                                   |
| 50     |                                | Ogden L. Mills           | New York         | 13 tháng 2 năm 1932  | 4 tháng 3 năm 1933   |                           |                                   |
| 51     |                                | William H. Woodin        | New York         | 5 tháng 3 năm 1933   | 31 tháng 12 năm 1933 |                           | Franklin D. Roosevelt (1933–1945) |
| 52     |                                | Henry Morgenthau Jr.     | New York         | 1 tháng 1 năm 1934   | 22 tháng 7 năm 1945  |                           | Franklin D. Roosevelt (1933–1945) |
| 53     |                                | Fred M. Vinson           | Kentucky         | 23 tháng 7 năm 1945  | 23 tháng 6 năm 1946  |                           | Harry S. Truman (1945–1953)       |
| 54     |                                | John Wesley Snyder       | Missouri         | 25 tháng 6 năm 1946  | 20 tháng 1 năm 1953  |                           | Harry S. Truman (1945–1953)       |
| 55     |                                | George M. Humphrey       | Ohio             | 21 tháng 1 năm 1953  | 29 tháng 7 năm 1957  |                           | Dwight D. Eisenhower (1953–1961)  |
| 56     |                                | Robert Anderson          | Connecticut      | 29 tháng 7 năm 1957  | 20 tháng 1 năm 1961  |                           | Dwight D. Eisenhower (1953–1961)  |
| 57     |                                | C. Douglas Dillon        | New Jersey       | 21 tháng 1 năm 1961  | 1 tháng 4 năm 1965   |                           | John F. Kennedy (1961–1963)       |
| 57     | Lyndon B. Johnson (1963–1969)  | C. Douglas Dillon        | New Jersey       | 21 tháng 1 năm 1961  | 1 tháng 4 năm 1965   |                           |                                   |
| 58     |                                | Henry H. Fowler          | Virginia         | 1 tháng 4 năm 1965   | 20 tháng 12 năm 1968 |                           |                                   |
| 59     |                                | Joseph W. Barr           | Indiana          | 21 tháng 12 năm 1968 | 20 tháng 1 năm 1969  |                           |                                   |
| 60     |                                | David Kennedy            | Utah             | 22 tháng 1 năm 1969  | 10 tháng 2 năm 1971  |                           | Richard Nixon (1969–1974)         |
| 61     |                                | John Connally            | Texas            | 11 tháng 2 năm 1971  | 12 tháng 6 năm 1972  |                           | Richard Nixon (1969–1974)         |
| 62     |                                | George Shultz            | Illinois         | 12 tháng 6 năm 1972  | 8 tháng 5 năm 1974   |                           | Richard Nixon (1969–1974)         |
| 63     |                                | William E. Simon         | New Jersey       | 8 tháng 5 năm 1974   | 20 tháng 1 năm 1977  |                           | Richard Nixon (1969–1974)         |
| 63     | Gerald Ford (1974–1977)        | William E. Simon         | New Jersey       | 8 tháng 5 năm 1974   | 20 tháng 1 năm 1977  |                           |                                   |
| 64     |                                | W. Michael Blumenthal    | Michigan         | 23 tháng 1 năm 1977  | 4 tháng 8 năm 1979   |                           | Jimmy Carter (1977–1981)          |
| 65     |                                | G. William Miller        | Rhode Island     | 7 tháng 8 năm 1979   | 20 tháng 1 năm 1981  |                           | Jimmy Carter (1977–1981)          |
| 66     |                                | Donald Regan             | New Jersey       | 22 tháng 1 năm 1981  | 1 tháng 2 năm 1985   |                           | Ronald Reagan (1981–1989)         |
| 67     |                                | James Baker              | Texas            | 4 tháng 2 năm 1985   | 17 tháng 8 năm 1988  |                           | Ronald Reagan (1981–1989)         |
| –      |                                | M. Peter McPherson Quyền | Michigan         | 17 tháng 8 năm 1988  | 15 tháng 9 năm 1988  |                           | Ronald Reagan (1981–1989)         |
| 68     |                                | Nicholas F. Brady        | New Jersey       | 15 tháng 9 năm 1988  | 17 tháng 1 năm 1993  |                           | Ronald Reagan (1981–1989)         |
| 68     | George H. W. Bush (1989–1993)  | Nicholas F. Brady        | New Jersey       | 15 tháng 9 năm 1988  | 17 tháng 1 năm 1993  |                           |                                   |
| 69     |                                | Lloyd Bentsen            | Texas            | 20 tháng 1 năm 1993  | 22 tháng 12 năm 1994 |                           | Bill Clinton (1993–2001)          |
| –      |                                | Frank N. Newman Quyền    | Massachusetts    | 22 tháng 12 năm 1994 | 11 tháng 1 năm 1995  |                           | Bill Clinton (1993–2001)          |
| 70     |                                | Robert Rubin             | New York         | 11 tháng 1 năm 1995  | 2 tháng 7 năm 1999   |                           | Bill Clinton (1993–2001)          |
| 71     |                                | Lawrence Summers         | Massachusetts    | 2 tháng 7 năm 1999   | 20 tháng 1 năm 2001  |                           | Bill Clinton (1993–2001)          |
| 72     |                                | Paul H. O'Neill          | Pennsylvania     | 20 tháng 1 năm 2001  | 31 tháng 12 năm 2002 |                           | George W. Bush (2001–2009)        |
| –      |                                | Kenneth W. Dam Quyền     | Illinois         | 31 tháng 12 năm 2002 | 3 tháng 2 năm 2003   |                           | George W. Bush (2001–2009)        |
| 73     |                                | John W. Snow             | Virginia         | 3 tháng 2 năm 2003   | 30 tháng 6 năm 2006  |                           | George W. Bush (2001–2009)        |
| –      |                                | Robert M. Kimmitt Quyền  | Virginia         | 30 tháng 6 năm 2006  | 10 tháng 7 năm 2006  |                           | George W. Bush (2001–2009)        |
| 74     |                                | Henry Paulson            | Illinois         | 10 tháng 7 năm 2006  | 20 tháng 1 năm 2009  |                           | George W. Bush (2001–2009)        |
| –      |                                | Stuart A. Levey Quyền    | Ohio             | 20 tháng 1 năm 2009  | 26 tháng 1 năm 2009  |                           | Barack Obama (2009–2017)          |
| 75     |                                | Timothy Geithner         | New York         | 26 tháng 1 năm 2009  | 25 tháng 1 năm 2013  |                           | Barack Obama (2009–2017)          |
| –      |                                | Neal S. Wolin Quyền      | Illinois         | 25 tháng 1 năm 2013  | 28 tháng 2 năm 2013  |                           | Barack Obama (2009–2017)          |
| 76     |                                | Jack Lew                 | New York         | 28 tháng 2 năm 2013  | 20 tháng 1 năm 2017  |                           | Barack Obama (2009–2017)          |
| –      |                                | Adam Szubin Quyền        | Washington, D.C. | 20 tháng 1 năm 2017  | 13 tháng 2 năm 2017  |                           | Donald Trump (2017–2021)          |
| 77     |                                | Steven Mnuchin           | California       | 13 tháng 2 năm 2017  | 20 tháng 1 năm 2021  |                           | Donald Trump (2017–2021)          |
| –      |                                | Andy Baukol Quyền        | Virginia         | 20 tháng 1 năm 2021  | 26 tháng 1 năm 2021  |                           | Joe Biden (2021–2025)             |
| 78     |                                | Janet Yellen             | California       | 26 tháng 1 năm 2021  | 20 tháng 1 năm 2025  |                           | Joe Biden (2021–2025)             |
| –      |                                | David Lebryk Quyền       | Indiana          | 20 tháng 1 năm 2025  | 28 tháng 1 năm 2025  |                           | Donald Trump (2025–nay)           |
| 79     |                                | Scott Bessent            | South Carolina   | 28 tháng 1 năm 2025  | đương nhiệm          |                           | Donald Trump (2025–nay)           |

## Các cựu bộ trưởng ngân khố còn sống
| Tên                      | Thời gian tại chức | Ngày sinh         |
| ------------------------ | ------------------ | ----------------- |
| W. Michael Blumenthal    | 1977–1979          | 3 tháng 1, 1926   |
| James Addison Baker III  | 1985–1988          | 28 tháng 4, 1930  |
| Nicholas Frederick Brady | 1988–1993          | 11 tháng 4, 1930  |
| Robert Edward Rubin      | 1995–1999          | 29 tháng 8, 1938  |
| Lawrence Henry Summers   | 1999–2001          | 30 tháng 11, 1954 |
| John William Snow        | 2003–2006          | 2 tháng 8, 1939   |
| Henry Paulson            | 2006–2009          | 28 tháng 3, 1946  |
| Timothy F. Geithner      | 2009–2013          | 18 tháng 8, 1961  |
| Jack Lew                 | 2013–2017          | 29 tháng 8, 1955  |
| Steven Mnuchin           | 2017–2021          | 21 tháng 12, 1962 |
| Janet Yellen             | 2021–2025          | 13 tháng 8, 1946  |